# Enrique Conde León
Enrique Conde León (España, siglo XX), es un diplomático español. Es el embajador de España ante la República de Guinea-Bisáu (desde 2024).

## Biografía
Tras licenciarse en Derecho en la Universidad de Sevilla y en Ciencias Políticas en la Universidad Autónoma de Madrid ingresó en la Escuela Diplomática en 2005,tras una larga trayectoria en el sector privado.
Como diplomático ha estado destinado en las Embajadas de España en Saná (Yemen), San José (Costa Rica), Túnez (Túnez), Amán (Jordania) y Andorra la Vieja (Andorra, 2021-2024).
En el Ministerio de Asuntos Exteriores, Unión Europea y Cooperación (MAEUEC), ha trabajado en la Subdirección General de Pacífico, Sureste Asiático y Filipinas y a la Subdirección General de Oriente Próximo.
Es Embajador de España en Guinea-Bisáu (desde 2024).

## Distinciones
Ha sido condecorado con las siguientes distinciones:
- Medalla Oficial de la Orden de Isabel la Católica.
- Medalla Oficial de la Orden del Mérito Civil.